# Phacodes marmoratus
Phacodes marmoratus är en skalbaggsart som beskrevs av Blackburn 1891. Phacodes marmoratus ingår i släktet Phacodes och familjen långhorningar. Inga underarter finns listade i Catalogue of Life.